# Fuchsengraben (Main)
Der Fuchsengraben ist ein gut 300 m langer, linker und südöstlicher Zufluss des Mains in der Gemarkung des Wertheimer Ortsteils Mondfeld  im baden-württembergischen Main-Tauber-Kreis.

## Verlauf
Der Fuchsengraben entspringt auf einer Höhe von 147 m ü. NHN am Südende des Dorfes Mondfeld.
Er fließt in nordwestlicher Richtung parallel zur örtlichen Streifenflur und dicht an der Siedlungsgrenze des Dorfs durch eine Grünzone, unterquert die L 2310 und mündet kurz danach bei ungefähr Main-Kilometer 144 auf einer Höhe von 130 m ü. NHN von links und in rechtem Winkel zu ihm in den Main; gegenüber der Mündung liegt die Hafenmole von Stadtprozelten.